# Devine (Colombie-Britannique)
Pour les articles homonymes, voir Devine.
Devine est une communauté située dans la province de la Colombie-Britannique, dans le sud.